# 福田耕
福田 耕（ふくだ たがやす、1888年（明治21年）12月15日 - 1970年（昭和45年）2月7日）は、大正から昭和期の官僚、実業家、政治家。衆議院議員。

## 経歴
福井県今立郡吉谷村（片上村を経て現鯖江市）で福田助右衛門の長男として生まれる。1921年（大正10年）東京帝国大学法学部政治学科を卒業した。
東京市主事に就任し電気局、道路局で勤務。日本無線電信 (株) に転じ、対欧建設事務所副長、建設課長、工務課長を歴任。1934年（昭和9年）岡田内閣の内閣総理大臣秘書官に就任。1936年（昭和11年）2月の第19回衆議院議員総選挙で福井県全県区から無所属で出馬して当選し、衆議院議員に1期在任した。
その後、華中電気通信社長、日本タイプライター社長、大和紙業社長を務めた。
戦後、国際電信電話専務取締役、畑中繊維工業会長、福井放送取締役などに在任した。

## 著書
- 『栄枯論ずるに足らず』丸井工文社, 1968.3 全国書誌番号:23982530